# Luka Vlašić
Luka Vlašić (Zagreb), hrvatski dramaturg i dramatičar.
Dramaturgiju na Akademiji dramske umjetnosti u Zagrebu upisao je 2015. godine.  Od 2018. godine profesionalno radi kao dramaturg te između ostalog zajedno s Ivanom Vuković, Nikolinom Bogdanović i Ivanom Penovićem potpisuje dramaturgiju teksta Dobar, loš, mrtav KunstTeatra u režiji Ivana Planinića.
Godine 2020. debitira kao dramatičar dramom Monolog o Koroni dakle u sklopu projekta Monovid-19 u režiji Anice Tomić i produkciji Zagrebačkog kazališta mladih. Iste godine praizveden je njegov tekst Ništa novo u HNK Varaždin u režiji Hrvoja Korbara. 

## Praizvedbe
- 2020. Monolog o Koroni dakle (dio omnibusa Monovid-19), režija: Anica Tomić, ZKM
- 2020. Ništa novo, režija: Hrvoje Korbar, HNK Varaždin